# Placówka Straży Granicznej I linii „Buczek”
Placówka Straży Granicznej I linii „Buczek” – jednostka organizacyjna Straży Granicznej pełniąca służbę ochronną na granicy polsko-niemieckiej w okresie międzywojennym.

## Formowanie i zmiany organizacyjne
W 1921 roku na terenie Wodzicznej stacjonował sztab 3 kompanii 14 batalionu celnego. 3 kompania wystawiła placówkę w Teklinie.
Rozporządzeniem Prezydenta Rzeczypospolitej Polskiej Ignacego Mościckiego z 22 marca 1928 roku, do ochrony północnej, zachodniej i południowej granicy państwa, a w szczególności do ich ochrony celnej, powoływano z dniem 2 kwietnia 1928 roku  Straż Graniczną.
Rozkazem nr 3 z 25 kwietnia 1928 roku w sprawie organizacji Wielkopolskiego Inspektoratu Okręgowego dowódca Straży Granicznej gen. bryg. Stefan Pasławski określił strukturę organizacyjną komisariatu SG „Laski”. Placówka Straży Granicznej I linii „Teklin” znalazła się w jego strukturze.
Już 15 września 1928 dowódca Straży Granicznej rozkazem nr 7  w sprawie zmian dyslokacji Wielkopolskiego Inspektoratu Okręgowego podpisanym w zastępstwie przez mjr. Wacława Szpilczyńskiego zmieniał organizację komisariatu i ustalał zasięg placówek. Rozkaz nie wymienia placówki „Teklin”. W jej miejscu wykazana jest placówka Straży Granicznej I linii „Buczek”.

## Służba graniczna
Sąsiednie placówki:
- placówka Straży Granicznej I linii „Proszów” ⇔ placówka Straży Granicznej I linii „Ignacówka” − 1928[3]
- placówka Straży Granicznej I linii „Proszów” ⇔ placówka Straży Granicznej I linii „Wodziczna” (Wodziczko) − styczeń 1930[5]

## Kierownicy/dowódcy placówki
| stopień          | imię i nazwisko   | okres pełnienia służby | kolejne stanowisko |
| ---------------- | ----------------- | ---------------------- | ------------------ |
| starszy strażnik | Ignacy Wojtkowski | był 4 IX 1934          |                    |